# 范堡罗航展
范堡罗國際航展（英語：Farnborough International Airshow）是一場在英国漢普郡范堡罗机场举行的国际航空展。这项航展在每个偶数年的7月中旬举行，通常为期7日。其中前五天是签约日，最后两天是公开展览日。在2010年的航展中，共有来自44个国家的1400家公司参展，各公司签署了470亿美元的订单，预计有28万观众参观了航展。

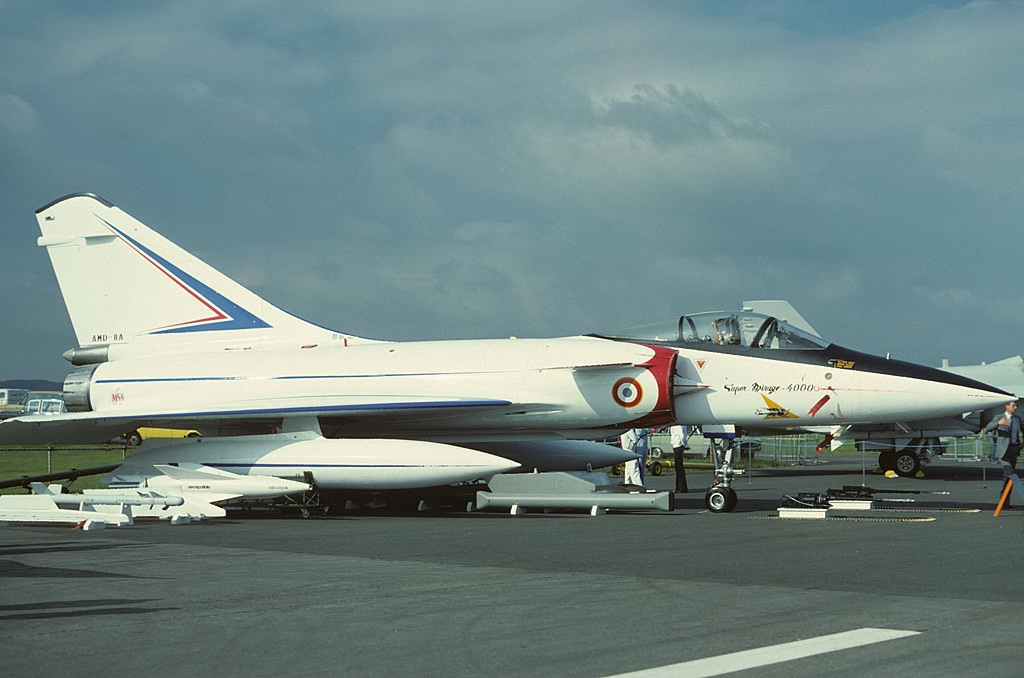
幻影4000戰鬥機，攝於1980年英國法恩堡航空展的前身 SBAC（Society of British Aerospace Companies）航空展。

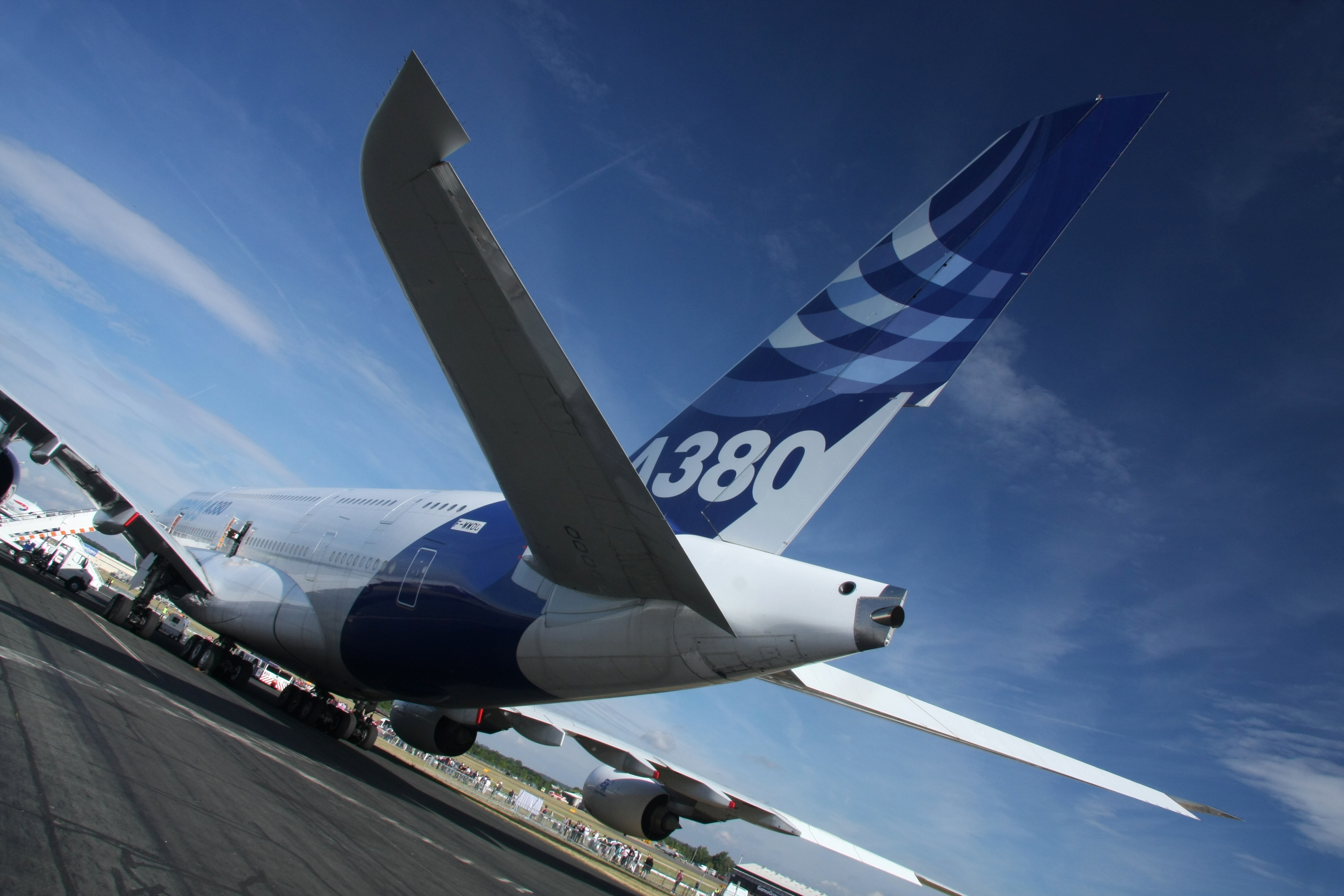
空中巴士A380是2010年法恩堡航空展的主秀之一。

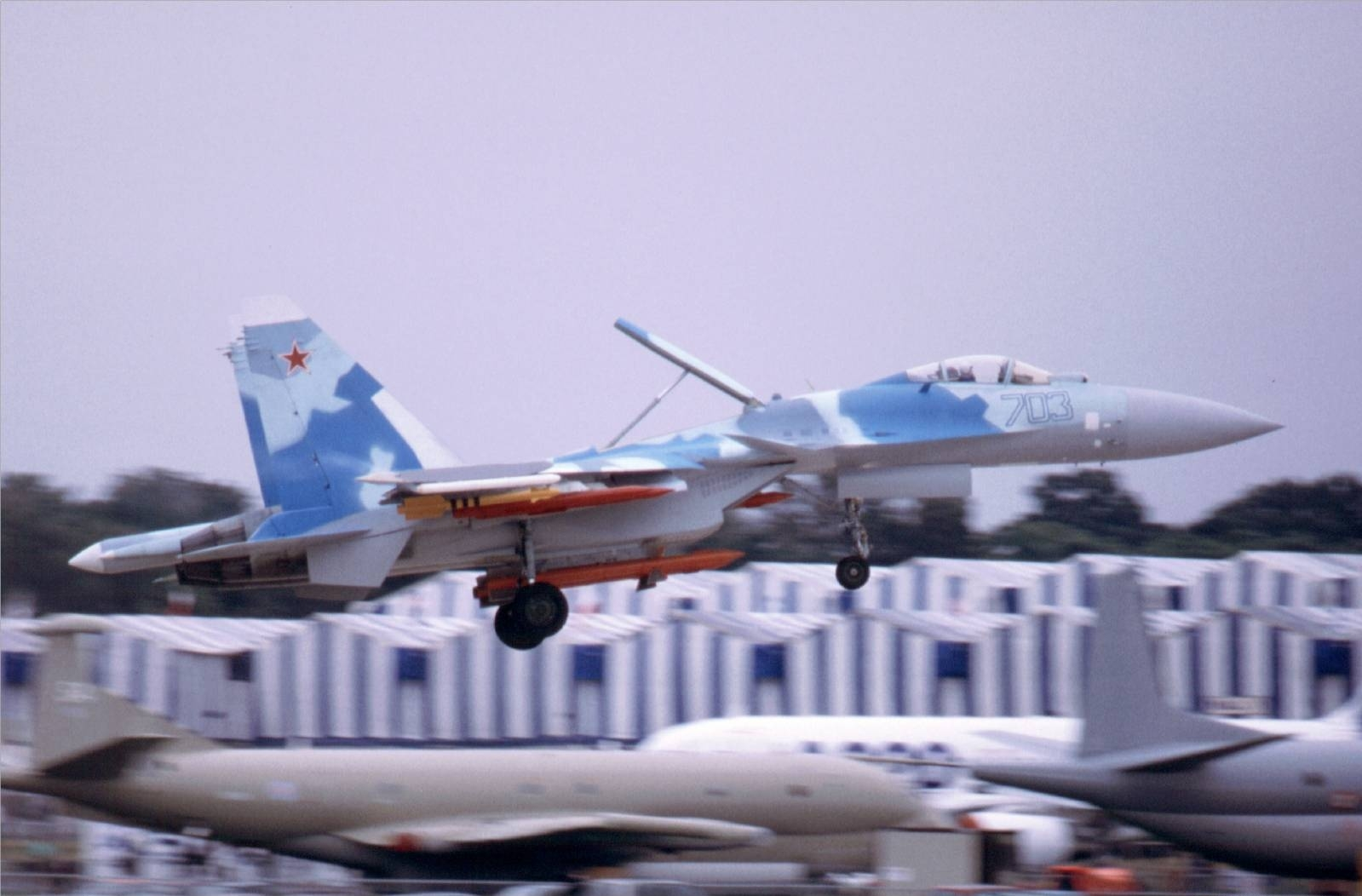
Su-27M 第三台實驗機 Т-10М-3，攝於1994年法恩堡航空展。

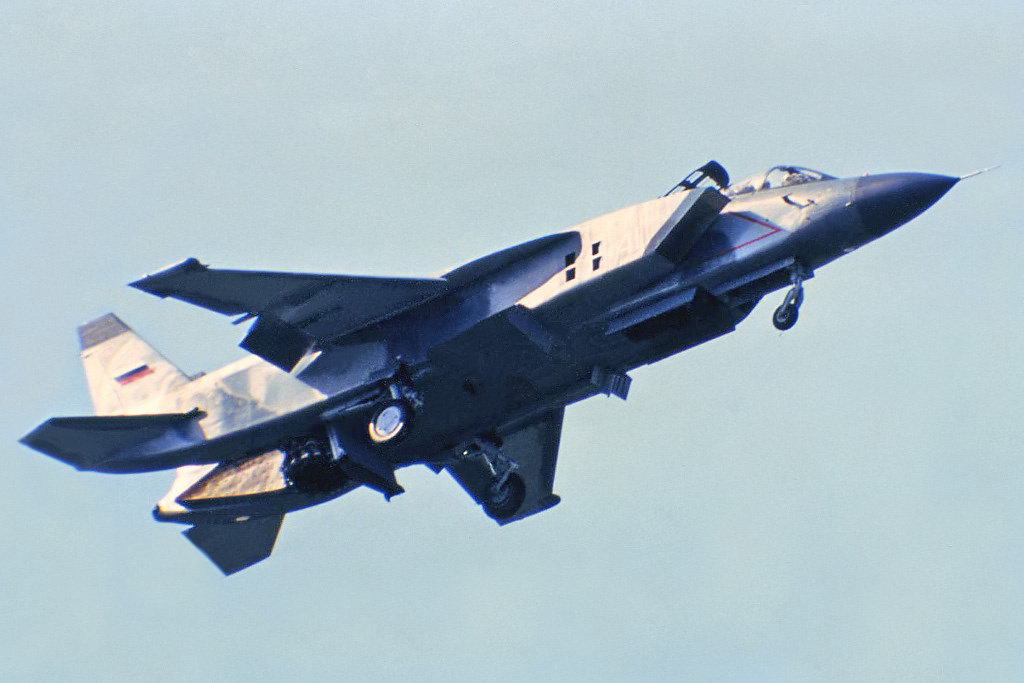
1992年在范堡羅航空展作飛行展示的雅克-141垂直/短距起降戰鬥機。

## 外部連結
- 法恩堡國際航空展官方網站 （页面存档备份，存于）（英文）